# Gun R. Bengtsson
Gun Rinkmar Bengtsson, folkbokförd Gun Klara Maria Bengtsson, publicerad som Gun R. Bengtsson, född 10 december 1929 i Linneryd, död 24 november 2023 i Torna Hällestad, var en svensk översättare.
Hon var dotter till lektor K.H. Johansson och hans maka Astrid född Åfors. 1948 avlade hon studentexamen i Kalmar, 1954 blev hon filosofie magister och var verksam som adjunkt i franska vid Järnåkraskolan i Lund.  1958 började hon recensera barnböcker i Sydsvenska Dagbladet. Hon var  översättare av skönlitteratur från franska, engelska och (i mindre utsträckning) från tyska, danska och norska från 1957 till 2015. Fram till 1972 skedde det alltid i samarbete med sin make Nils A. Bengtsson. Bland det hon översatt märks en rad böcker av Georges Simenon och Romain Gary.

## Översättningar (i urval)
- Romain Gary: Himlens rötter (Les racines du ciel) (Bonnier, 1957)
- Stendhal: Kartusianklostret i Parma (La Chartreuse de Parme) (Forum, 1960)
- William Faulkner: Luftcirkus (Bonnier, 1961)
- Uwe Johnson: Den tredje boken om Achim (Das dritte buch über Achim) (Bonnier, 1962)
- Henry Fielding: Tom Jones : berättelsen om ett hittebarn (The history of Tom Jones) (Natur och kultur, 1965)
- Frank Jæger: Döden i skogen: noveller (LT, 1970)
- Herdis Møllehave: Le: ett kvinnoöde (Le) (Trevi, 1978)
- Anita Desai: Det brinner på berget (Fire on the mountain) (Trevi, 1980; rev. översättning, Bakhåll, 2015)
- Peter Ackroyd: Oscar Wildes sista testamente (The last testament of Oscar Wilde) (Stenström, 1986)
- George Sand: Familjen Mauprat (Mauprat) (Studentlitteratur, 1993)
- Virginia Woolf: London (The London scene) (Ellerström, 2009)